# Беланже, Эдвин
Эдвин Беланже (фр. Edwin Bélanger — канадский квебекский музыкант, дирижер и музыкальный педагог XX века. Дирижер и художественный директор Квебекского симфонического оркестра.
Эдвин Беланже родился в городе Монманьи недалеко от Квебек-сити в 1910 году. Брал уроки игры на скрипке сначала в своем родном городе, а позже в Квебекской семинарии у Жозефа-Александра Жильбера. Там же он брал уроки гармонии у Омера Летурно, на одной из дочерей которого впоследствии женился.
С 1928 по 1931 год Беланже играет в Квебекском симфоническом оркестре, а в 1933 году выигрывает престижную канадскую музыкальную стипендию Prix d'Europe и отправляется совершенствовать своё искусство в Париж и Лондон, где с ним занимаются сначала Карл Флеш, а затем Эрнест Рид. По возвращении в Канаду он занимает пост дирижера Квебекского симфонического оркестра, на котором остается до 1942 года. Одновременно он сотрудничает с квебекским отделением CBC, а с 1937 года возглавляет оркестр 22-го Королевского полка, с которым гастролирует на Дальнем Востоке, в Европе и США. С этим оркестром его сотрудничество продлилось вплоть до 1962 года.
В Квебекском симфоническом оркестре Беланже с 1942 по 1951 год выполняет обязанности художественного директора, после чего периодически появляется в его составе в качестве приглашенного дирижера. В 1966—1975 годах он является концертмейстером вторых скрипок, в 1975—1977 годах — в составе первых альтов. С 1947 года начинается его преподавательская деятельность: четыре раза с перерывами до 1974 года он возглавляет Музыкальную академию Квебека, а с 1973 по 1985 год преподает игру на альте и оркестровку в Квебекской консерватории. В 1984 году он получает почетную докторскую степень от Квебекского университета. С 1966 года, одновременно с исполнительской и преподавательской работой, он является владельцем квебекского музыкального издательства и магазина Procure générale de musique.
Эдвин Беланже умер в 2005 году. В его честь с 1993 года называется концертный павильон на Полях Абраама (Квебек-сити). В его честь также названы концертный зал в Квебек-сити и основанный в 2010 году филармонический ансамбль, который возглавляет его сын Ги Беланже.